# Morten Thrane Brünnich (maler)
Morten Thrane Brünnich (14. december 1805 i København, død 21. juli 1861 i Sankt Petersborg) var en dansk maler.
Han var portrætmaler og udstillede portrætter på Charlottenborgs Forårsudstilling. I starten af 1840rne rejste han til Rusland og her vandt han et godt ry som portrætmaler, og blev her til sin død.

## Galleri
- Morten Thrane Brünnich, Portræt af  Ferdinand Christian Fürchtegott Bauditz, 1839
- Morten Thrane Brünnich, Portræt af Varvara A. Kobylinsky, 1849, Eremitagen
- Morten Thrane Brünnich, Portræt af Piotr N. Kobylinsky, 1849, Eremitagen

## Reference
1. ↑  www.kulturarv.dk